# Plopsaqua De Panne

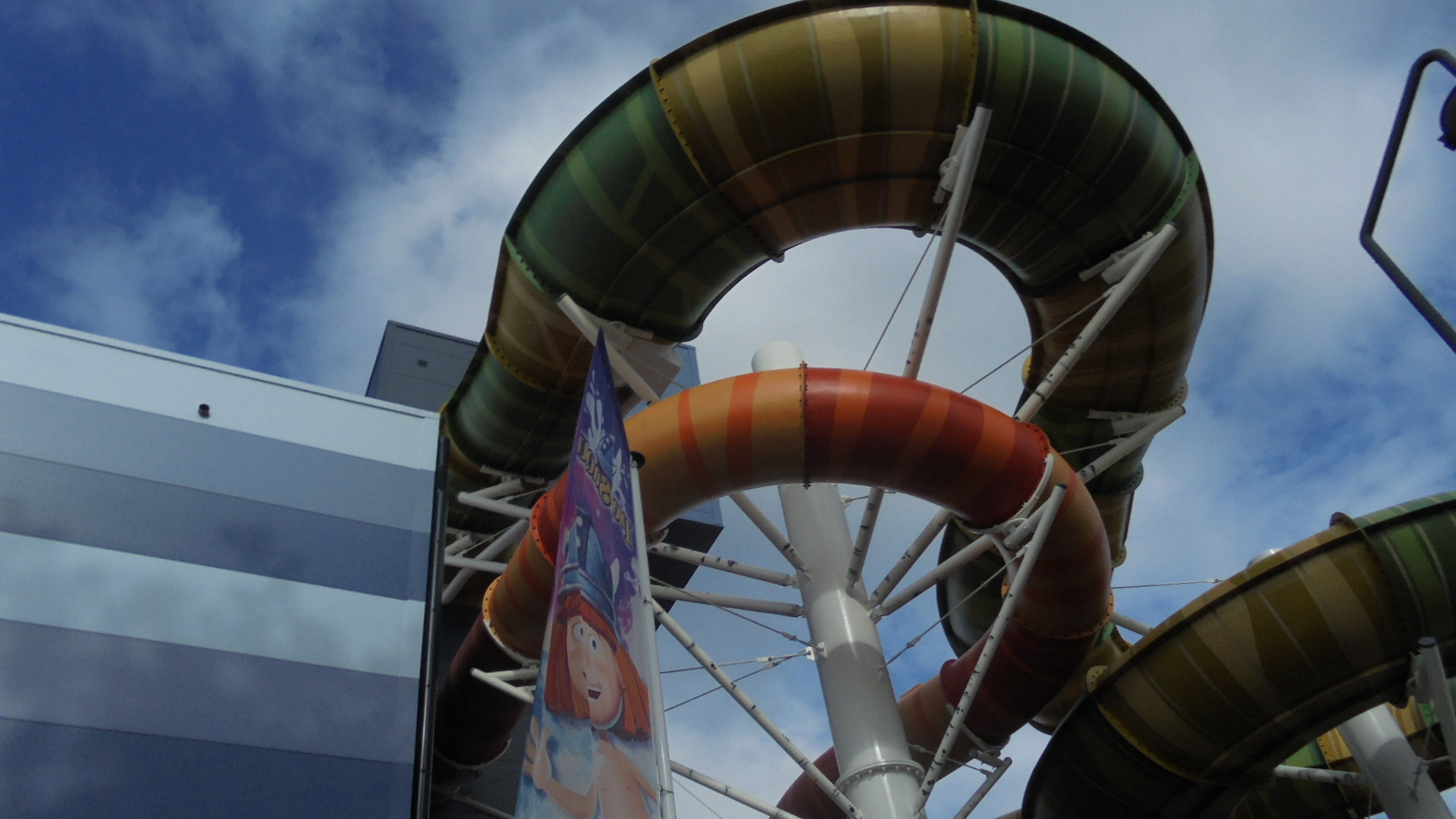
Plopsaqua, glijbanen

Plopsaqua De Panne is een waterpark in De Panne, België. Het waterpark maakt deel uit van het Plopsaland Resort en ligt op hetzelfde domein waar zich ook het attractiepark Plopsaland Belgium, het Studio 100 Theater en het Plopsaland Theater Hotel bevinden. Plopsaqua opende op 22 maart 2015 en is volledig gethematiseerd in Wickie de Viking-stijl.
Voor de bouw van het park, die startte op 1 oktober 2013, werkte Plopsa nauw samen met de gemeente De Panne, die op zoek was naar een nieuw gemeentelijk zwembad. Het gaat om een totale investering van 16 miljoen euro. De gemeente De Panne zal jaarlijks 750 000 euro bijdragen aan het zwembad. In ruil daarvoor kunnen inwoners van de gemeente aan een verminderd tarief binnen. Door de aanwezigheid van een 25 meter bad kunnen ook nabijgelegen scholen gebruikmaken van het nieuwe zwembad.

## Faciliteiten
- Drie glijbanen:
  - Sky Drop (19 m hoog): Na het openklappen van het luik onder de voeten valt de zwemmer loodrecht naar beneden in de glijbaan. Sky Drop is de hoogste waterglijbaan van België.
  - De Glijdende Banden (15 m hoog): Via een grote band (boei) glij je alleen of met twee naar beneden.
  - Disco Slide (11 m hoog): Op de tonen van zelfgekozen muziek registreert men hoe snel zwemmers naar beneden glijden.
- 25 meter Disco bad, een 25 meter bad met 4 banen en lichtinstallatie
- Het Stormbad, golfslagbad met regengordijn en donder- en bliksemeffecten
- Wild River, wildwaterbaan door ravijnen, mysterieuze grotten en 2 watervallen
- De Bubbeltonnen, 2 bubbelbaden
- Wickie’s Speeldorp, speeldorp met 3 glijbanen en verschillende waterspeeltuigen en -effecten
  - Snorre's glijbaan
  - Tjure's glijbaan
  - Viking race
- Ylvi’s Peuterbad, peuterbad met waterspeeltuigen en cinemagrot waarin de avonturen van Wickie de Viking worden vertoond.
- Halvar’s Drakkar, uitkijkpost met 2 waterkannonen die zwemmers zelf kunnen bedienen
- Buitenbad, buitenzwembad met een bubbelbank en nekdouche
- Wickie Beach, ligweide
- Sauna, sauna
- Viking Snack, een horecapunt

## Bezoekersaantallen
Hieronder volgt een overzicht van de ontwikkeling van de bezoekersaantallen van Plopsaqua De Panne, zoals vermeld in de jaarcijfers.
| Jaar | Bezoekers |
| ---- | --------- |
| 2015 | 223.254   |
| 2016 | 269.877   |
| 2017 | 307.057   |
| 2018 | 261.616   |

Afbeeldingen